# Манфред Вернер
Манфред Герман Вернер (нім. Manfred Hermann Wörner; 24 вересня 1934, Штутгарт — 13 серпня 1994, Брюссель) видатний німецький політик і дипломат. Перебував на посаді міністра оборони Німеччини в період з 1982 по 1988 рік. Потім обіймав посаду сьомого Генерального секретаря НАТО з 1988 по 1994. Під час свого перебування на посту Генерального секретаря побачив кінець холодної війни і возз'єднання Німеччини. Під час проходження служби на даній посаді, лікарі у нього діагностували рак, але не зважаючи на тяжку хворобу, продовжував працювати до останніх днів.

## Сім'я
Він виріс в будинку свого діда у Штутгарті. Навчався в гімназії Йоханнес-Кеплер. Був двічі одружений: спочатку на Анні Касар, а потім з Ельфрою Вернер, котра була засновником та активним учасником декількох німецьких благодійних армійських організацій, 4 липня 2006 року через пухлину головного мозку померла.

## Освіта
Після закінчення гімназії та складання випускних іспитів в 1953 році починає вивчати право в Гейдельберзі, Парижі і Мюнхені. Отримав свій перший диплом у 1957, а другий у 1961. Отримав ступінь доктора юридичних наук у 1961 році за роботу присвячену міжнародному праву. Після цього працював в адміністрації області Баден-Вюртемберг, що на півдні Німеччини. Був членом парламенту Баден-Вюртемберг від округу Геппінген до 1965.

## Політична кар'єра
Вернер був обраний від Християнсько-демократичного союзу до німецького парламенту, як представник Геппінгену.
4 жовтня 1982 призначений федеральним міністром оборони, в уряді Гельмут Коля. Вернер відігравав важливу роль у впровадженні рішення НАТО по розгортанню балістичних ракет середньої дальності, після невдалих переговорів щодо скорочення озброєнь з Радянським Союзом, для протидії розгортання радянської ракети РСД-10.
У 1983 році Вернер зіткнувся з критикою у зв'язку зі скандалом навколо німецького генерала Гюнтера Кісслінга. Німецька військова розвідка звинуватила Кісслінга в гомосексуальності. Як потім з'ясувалося інформація виявилася помилковою. Вернер наказав Кісслінгу достроково вийти на пенсію, оскільки гомосексуальність, становив серйозну загрозу безпеці в той час. Кісслінг наполягав на дисциплінарних процедурах проти самого себе і врешті-решт домігся свого відновлення. Вернер прийняв політичну відповідальність і станом на 18 травня 1984 подав у відставку, однак канцлер Німеччини Гельмут Коль відхилив прохання.

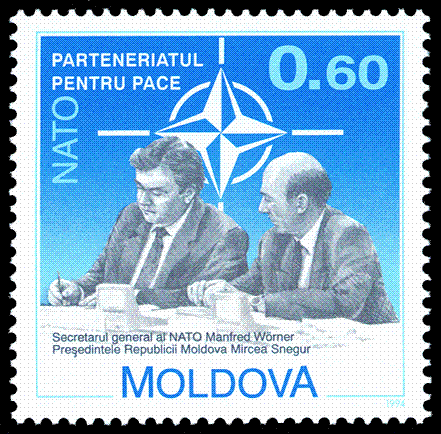
Підписання угоди між Молдовою та НАТО

У грудні 1987 року шістнадцять членів НАТО обрали Генеральним секретарем Вернера. Він був першим німецьким громадянином, призначеним на цю посаду. Чимало часу зайняло переоформлення з посади в уряді Німеччини, тому він вступив на посаду 1 липня 1988. Не переставав виконувати свої обов'язки, попри важку хворобу аж до своєї смерті від раку в 1994 році.

## Нагороди

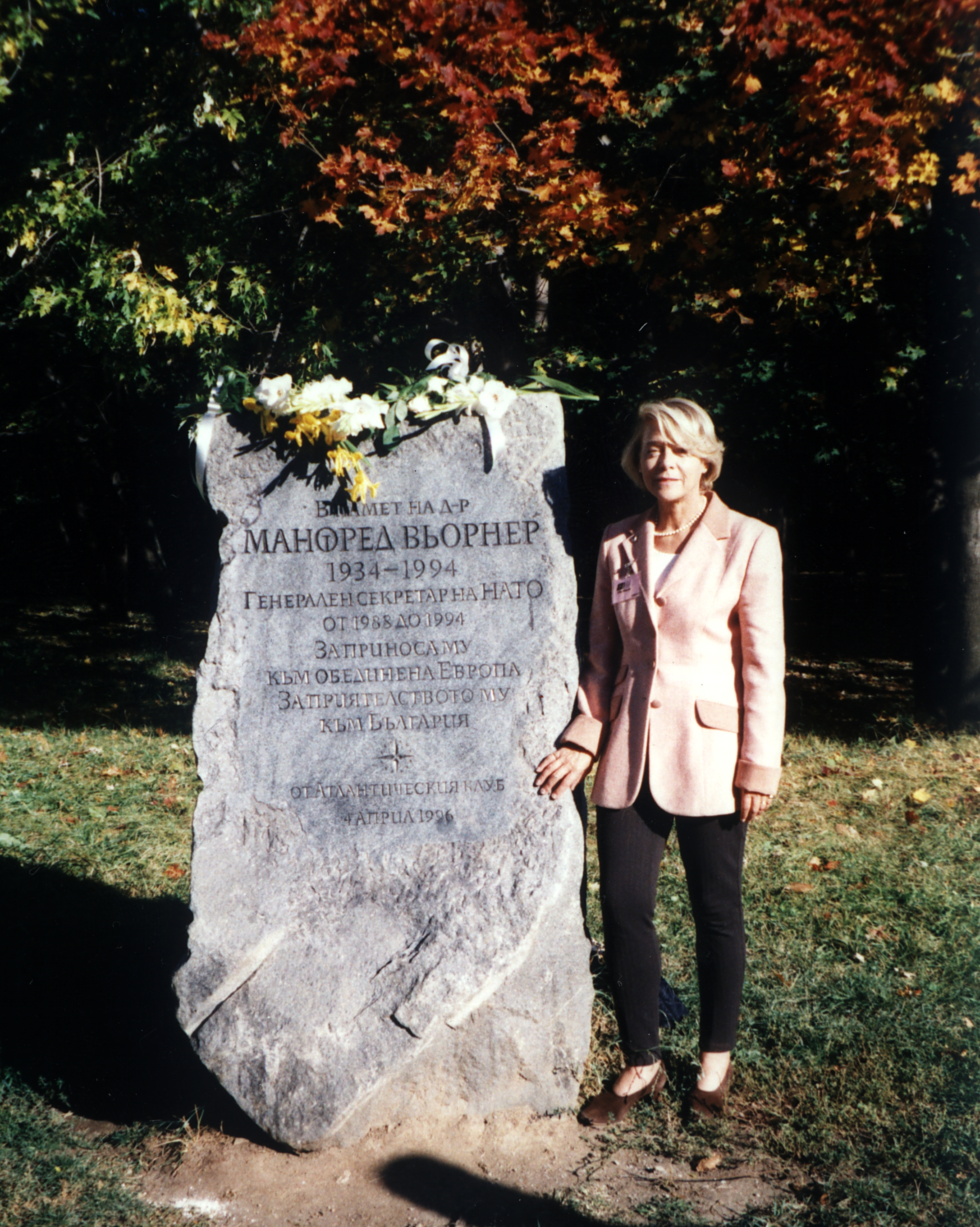
Дружина Елфрі біля монументу чоловіка в Південному парку, Софія, Болгарія

З 1996 року Міністерство оборони Німеччини щорічно нагороджує медаллю Манфреда Вернера громадських діячів за особливі здобутки у справі миру і свободи в Європі.
З того часу відзнаку отримали:
- 1996 Річард Голбрук (англ. Richard Holbrooke), американський дипломат і спеціальний представник в Боснії і Герцеговині та Косово
- 1997 Евальд-Генріх фон Клейст-Шменцін (нім. Ewald-Heinrich von Kleist-Schmenzin), видавець та ініціатор Мюнхенської конференції з безпеки
- 1998 Доктор Герд Вагнер (нім. Gerd Wagner]) (посмертно), за реалізацію Дейтонської угоди
- 1999 Доктор Януш Онишкевич (пол. Janusz Onyszkiewicz, Міністр оборони Польщі
- 2000 Елізабет Понд (англ. Elizabeth Pond), Американська журналістка
- 2001 Карстен Фойгт (нім. Karsten Voigt), координатор в німецького Державного департаменту з питань німецько-американської співпраці
- 2002 Хав'єр Солана (англ. Javier Solana), представник ЄС з зовнішньої політики і колишній генеральний секретар НАТО
- 2003 Професор Катерина МакАрдл Келлехер (англ. Catherine McArdle Kelleher), голова Військово-морського коледжу США та колишня голова Аспенського інституту в Берліні
- 2005 Ганс Кошнік (нім. Hans Koschnick)
- 2006 Крістіан Шварц-Шиллінг (нім. Christian Schwarz-Schilling)
- 2007 Мартті Ахтісаарі (англ. Martti Ahtisaari)
- 2009 Йорг Шьонбом (нім. Jörg Schönbohm)
- 2011 Ханс-Фрідріх фон Плетц (нім. Hans-Friedrich von Ploetz), німецький дипломат

На честь доктора Вернера на острові Лівінгстон (Південні Шетландські острови, Антарктика) названий каньйон, в знак визнання його внеску в процес об'єднання Європи.